# Никотинамидфосфорибозилтрансфераза
Никотинамидфосфорибозилтрансфераза (англ. Nicotinamide phosphoribosyltransferase; КФ 2.4.2.12) — фермент трансфераза, продукт гена человека NAMPT. Лимитирующее звено биосинтеза никотинамидадениндинуклеотида.

## Функции
Фермент катализирует реакцию конденсации никотинамида и 5-фосфорибозил-1-пирофосфата с образованием никотинамидмононуклеотида, который является промежуточным продуктом биосинтеза никотинамидадениндинуклеотида (NAD, НАД). Никотинамидфосфорибозилтрансфераза Является лимитирующей стадией биосинтеза НАД у млекопитающих. Секретируемая форма белка может функционировать как цитокин с иммуномодулирующими функциями и адипокин — с антидиабетическими функциями. После секреции он не обладает ферментативной активностью, так как требует предварительной активации под действием АТФ, который присутствует в крайне низкой концентрации в межклеточном пространстве и в плазме крови. Играет роль в модулировании функционирования циркадного ритма. NAMPT-зависимое осциллирующее образование НАД регулирует колебания соответствующих генов за счёт высвобождения основного компонента биологических часов гетеродимера CLOCK-ARNTL/BMAL1 из НАД-зависимой репрессии, опосредуемой SIRT1.

## Экспрессия и регуляция
NAMPT подавляется при ожирении за счёт повышения уровня микроРНК miR-34a, что приводит к снижению уровня НАД(+) и активности сиртуина 1 (SIRT1).